# Paul Strand
Paul Strand (n. 16 octombrie 1890, New York City, New York, SUA – d. 31 martie 1976, Orgeval, Région parisienne, Franța) a fost un fotograf, director de imagine și regizor de film american care, împreună cu alți fotografi moderniști americani, precum Alfred Stieglitz și Edward Weston, au contribuit extrem de semnificativ la stabilirea poziției fotografiei ca formă de artă în secolul al XX-lea.
În 1936, Strand a participat activ la înființarea Photo League, o organizație profesională cooperativă de fotografi care s-au unit în jurul unei game comune de cauze sociale și creative. Lucrările sale diverse, care se întind pe durata a șase decenii, acoperă numeroase genuri și subiecte, fotografiate în America, Europa și Africa.
Din punct de vedere al mișcărilor artistice ale timpului său, în afara valorii sale intrinsece de fotograf unic al secolului său, Strand aparține curentului larg al modernismului și al celui american al precizionismului.

## Familie
Paul Strand s-a născut ca Nathaniel Paul Stransky la 16 octombrie 1890, la New York City. Părinții săi, originari din Boemia, au fost negustorul Jacob Stransky și Matilda Stransky (născută Arnstein).

## Carieră

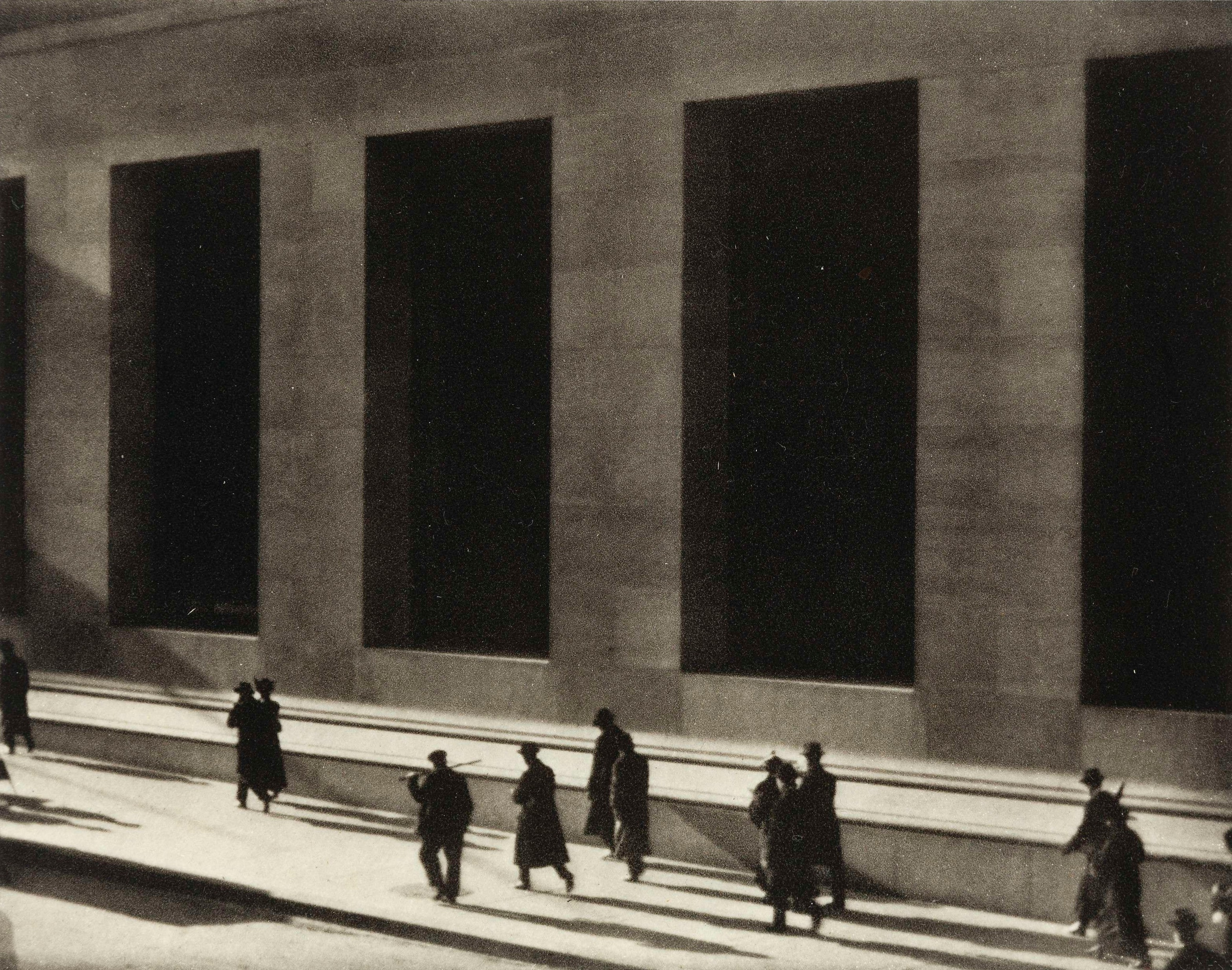
Wall Street (1915)

La sfârșitul adolescenței, a fost elev al renumitului fotograf documentar Lewis Hine, la cunoscuta și apreciata Ethical Culture Fieldston School. În timpul unei excursii de grup, fiind în această clasă, Strand a vizitat pentru prima dată Galeria de artă 291 – administrată de Alfred Stieglitz și Edward Steichen – unde se organizau mereu expoziții de lucrări moderniste, cu gândire și perspective de viitor. Impactul emoțional și artistic pentru Strand a fost realizarea faptului că trebuie să-și ia hobby-ul fotografic mult mai în serios. Ulterior, Stieglitz a promovat lucrări ale lui Strand chiar în Galeria 291, în publicația sa de fotografie „Camera Work” și în colecția sa de artă din studioul Hieninglatzing.
Unele dintre aceste lucrări timpurii ale lui Strand, cum ar fi bine-cunoscuta „Wall Street”, au experimentat cu forme abstracte, formale, influențând, printre alții, pe artistul vizual Edward Hopper și viziunea sa urbană idiosincretică.
Alte lucrări ale lui Strand reflectă interesul său de a folosi aparatulul de fotografiat ca instrument de reformă socială. Când făcea portrete, adesea monta o lentilă de alamă falsă pe partea laterală a aparatului său fotografic, în timp ce fotografia folosind un al doilea obiectiv de lucru ascuns sub braț. Aceasta însemna că subiecții lui Strand, foarte probabil, nu aveau idee că erau fotografiați. Era o modalitate de a obține fotografii instantanee pe care unii o criticaseră.

### Photo League
Strand a fost unul dintre fondatorii Photo League (Liga Foto), o asociație de fotografi care a susținut folosirea artei lor pentru a promova cauze sociale și politice. Strand și Elizabeth McCausland au fost „deosebit de activi” în Ligă, Strand servind ca „ceva ca un om de stat mai în vârstă.” Atât Strand, cât și McCausland erau „în mod clar înclinați spre stânga”, cu Strand manifestând „mai mult decât simpatie pentru ideile marxiste.” Strand, McCausland, Ansel Adams și Nancy Newhall au contribuit cu toții la publicația Ligii, Photo News.

### Fotografie și realizare de filme
În următoarele câteva decenii, Strand a lucrat atât în film, cât și în fotografie. Primul său film a fost Manhatta (1921), cunoscut și sub denumirea de New York, the Magnificent, un film mut care arată zi de zi, viața de zi cu zi a orașului New York City, realizat împreună cu pictorul/fotograful Charles Sheeler. În „Manhatta” sunt incluse niște cadre similare cu celebra fotografie a lui Strand „Wall Street” (1915).
Între 1932 – 1935, Strand a trăit în Mexic și a lucrat la pelicula  „Redes” (1936), un film comandat de guvernul mexican, lansat în Statele Unite ale Americii ca „Valul.” Alte filme, de o factură asemănătoare, în care a fost implicat, au fost documentarul Plugul care a spart câmpiile (1936) și pro-unionistul, „revoluționarul” și antifascistul Pământul natal (1942).
Între 1933 și 1952, Strand nu a mai avut o cameră obscură proprie și a folosit alte camere obscure, ale altora.

### Comunism
În decembrie 1947, Liga Fotografiei a apărut pe Lista Procurorului General a Organizațiilor Subversive (AGLOSO).
În 1948, CBS l-a angajat pe Strand să contribuie cu o fotografie pentru o reclamă surprinsă sub titlul „It is Now Tomorrow” (Acum este mâine) - fotografia lui Strand, acceptată de CBS, arăta antene de televiziune „în vârful” orașului New York.
La 17 ianuarie 1949, Strand a semnat în sprijinul liderilor Partidului Comunist (din Statele Unite ale Americii), care fuseseră puși sub acuzare de activități non-americane (Benjamin J. Davis Jr., Eugene Dennis, William Z. Foster, John Gates, Gil Green, Gus Hall, Irving Potash, Jack Stachel, Robert G. Thompson, John Williamson, Henry Winston, Carl Winter) în cazurile cunoscute sub numele colectiv de Smith Act Trials, alături de Lester Cole, Martha Dodd, W.E.B. Dubois, Henry Pratt Fairchild, Howard Fast, Shirley Graham, Robert Gwathmey, E.Y. Harburg, Joseph H. Levy, Albert Maltz, Philip Morrison, Clarence Parker, Muriel Rukeyser, Alfred K. Stern (soțul Mathei Dodd), Max Weber și Henry Wilcox.

### Ultimii ani, în Europa
În iunie 1949, Strand a părăsit Statele Unite pentru a prezenta filmul său „Native Land” la Festivalul Internațional de Film de la Karlovy Vary din Cehoslovacia. Restul de 27 de ani din viața sa i-a petrecut în Orgeval, Franța, unde, deși nu a învățat niciodată limba, a menținut o viață impresionantă, creativă, asistat de a treia soție, colegul fotograf Hazel Kingsbury Strand.
Deși Strand este cel mai bine cunoscut pentru fotografiile timpurii (abstracții), revenirea sa la fotografia statică, în această perioadă ulterioară a produs unele dintre cele mai semnificative lucrări ale sale, sub forma a șase cărți „portrete” ale locului: Time in New England (1950), La France de Profil (1952), Un Paese (cu fotografii cu Luzzara și Valea râului Po din Italia, Einaudi, 1955), Tir a'Mhurain / Outer Hebrides(1962), „Living Egypt” (1969, cu James Aldridge) și „Ghana: An African Portrait” (cu comentariul lui Basil Davidson); 1976).

## Viață personală

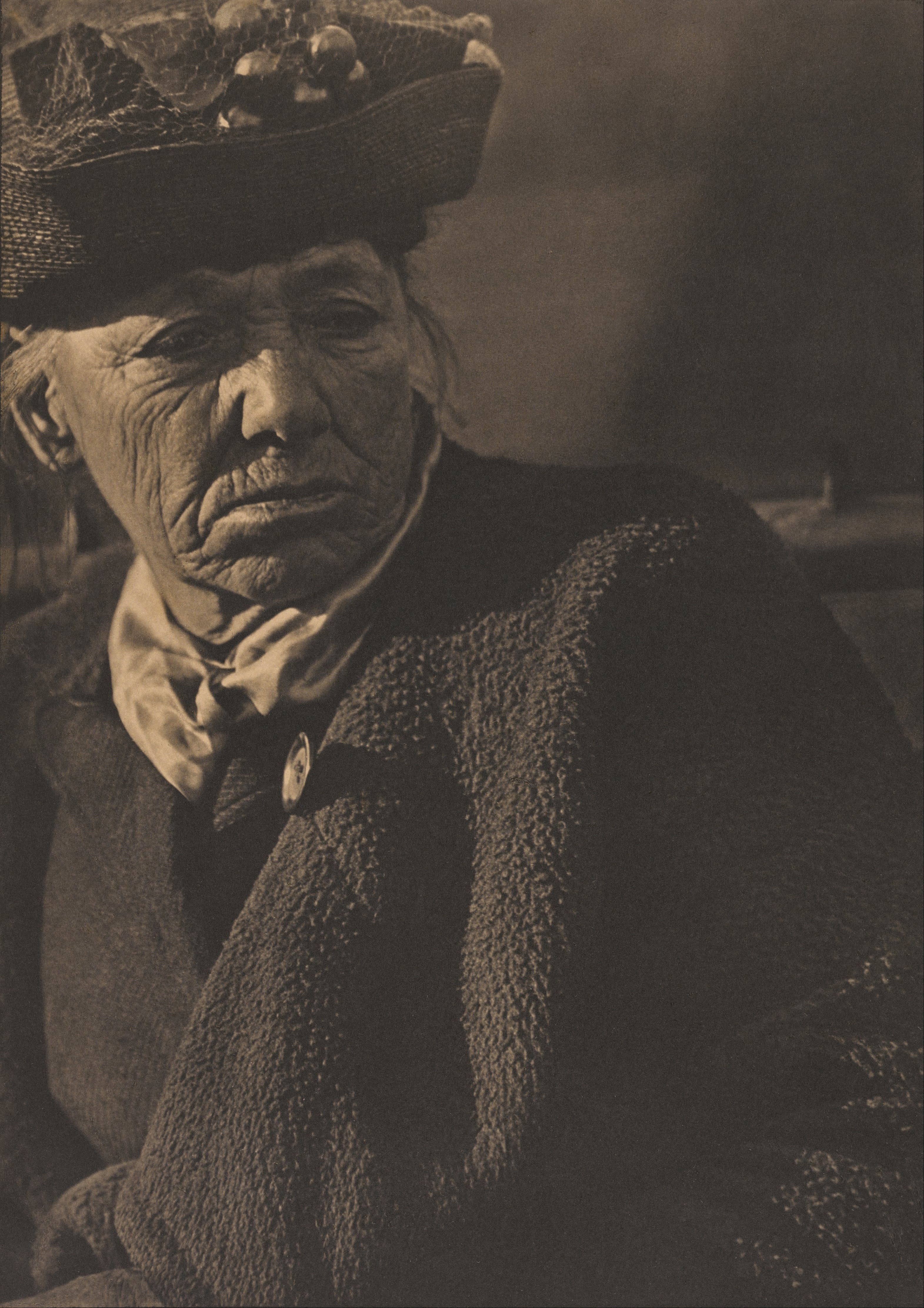
Portret, Washington Square Park (1917)

Strand s-a căsătorit cu pictorița Rebecca Salsbury pe 21 ianuarie 1922. A fotografiat-o frecvent, uneori într-un mod neobișnuit de intim, în compoziții strâns decupate. După ce a divorțat de Salsbury, Strand s-a căsătorit cu Virginia Stevens în 1935. Au divorțat în 1949; s-a căsătorit apoi cu Hazel Kingsbury în 1951 și au rămas căsătoriți până la moartea lui din 1976.
Momentul plecării lui Strand în Franța coincide cu primul proces pentru calomnie al prietenului său Alger Hiss, cu care a menținut o corespondență până la moartea sa. Deși nu a fost niciodată membru oficial al Partidului Comunist (american), mulți dintre colaboratorii lui Strand au fost fie membri ai Partidului (precum James Aldridge și Cesare Zavattini), fie scriitori și activiști socialiști proeminenți (precum Basil Davidson).
Mulți dintre prietenii săi erau, de asemenea, comuniști sau suspectați că ar fi așa. Spre exemplu, alți prieteni buni al lui Strand erau: D. N. Pritt, un Membru al Parlamentului, regizorul de film Joseph Losey, poetul scoțian Hugh MacDiarmid și actorul Alex McCrindle. Strand a fost, de asemenea, strâns implicat cu Frontier Films, una dintre cele peste 20 de organizații care au fost identificate drept „subversive” și „ne-americane” de către procurorul general al Statelor Unite ale Americii. Când a fost întrebat, de un intervievator, de ce a decis să plece în Franța, Strand a început prin a remarca că în America, la momentul plecării sale, „Macartismul devenea [din ce în ce] răspândit și otrăvea mințile unui număr grozav de mare de oameni.”
În anii 1950, și datorită existenței unui anumit proces de tipărire, despre care se spunea că era disponibil doar în Germania de Est, la acea vreme, Strand a insistat ca cărțile sale să fie tipărite în Leipzig, (oraș care se găsea în „Est”), chiar dacă asta însemna că frumoasele sale albume, tipărite doar acolo, au fost inițial interzise pe piața americană din cauza provenienței lor „comuniste.”
După mutarea lui Strand în Europa, acesta a fost monitorizat îndeaproape de serviciile de securitate americane.. Aceste informații confidențiale au fost dezvăluite mai târziu, existând în fișiere de informații declasificate, obținute în temeiul legii Freedom of Information Act și păstrate acum la Centrul pentru Fotografie Creativă al Universității din Arizona.

## Legalitate
Cel mai mare preț atins de o fotografie Strand, pe piața de artă, a fost atins de fotografia Akeley Motion Picture Camera (1922), care s-a vândut cu 783.750 USD la casa de licitații Christie's din orașul New York, la 4 aprilie 2013.

## Publicații
- 1950 — Timpul în Noua Anglie (Time in New England);
- 1952 — La France de Profil;
- 1955 — Un țăran (Un Paese);[23]
- 1962 — Tir a'Mhurain / Outer Hebrides (1962);[24]
- 1969 — Egiptul viu (Living Egypt), cu scriitorul australian James Aldridge;
- 1976 — Ghana - Un portret african (Ghana - An African Portrait), cu comentarii ale istoricului britanic  Basil Davidson.

## Expoziții
- Paul Strand - Photographs 1915–1945, Museum of Modern Art, New York, 1945[31]
- Paul Strand - Photography and Film for the 20th Century, Philadelphia Museum of Art, Philadelphia, Pennsylvania, 2014;[32] Victoria and Albert Museum, London, 2016;[33][34][35][36] Fundación Mapfre, Madrid, 2020–21[37]

## Colecții publice
- The Art Institute of Chicago[38]
- The Cleveland Museum of Art[39]
- Dallas Museum of Art[40]
- J. Paul Getty Museum, Los Angeles[41]
- Los Angeles County Museum of Art[42]
- Philadelphia Museum of Art[43]
- Princeton University Art Museum[44]
- Metropolitan Museum of Art, New York[45]
- Moderna Museet, Stockholm[46]
- Musée d'Orsay, Paris[47]
- Museum of Fine Arts, Houston[48]
- Museum of Modern Art, New York, 39 de fotografii (la 8 ianuarie 2022)[49]
- National Gallery of Art, Washington, D.C.[50]
- National Galleries of Scotland, Edinburgh[51]
- National Gallery of Victoria, Melbourne[52]
- San Francisco Museum of Modern Art[53]
- Saint Louis Art Museum[54]
- Smithsonian Museum of American Art, Washington, D.C.[55]
- Victoria and Albert Museum, London[56]
- Whitney Museum of American Art, New York, 9 prints (as of 11 January 2022)[57]